# Facultad de Enfermería de Soria
La Facultad de Enfermería de la Universidad de Valladolid es un centro docente situado en Soria donde se imparte los estudios de Grado de Enfermería de la rama de conocimiento de Ciencias de la Salud. Se encuentra dentro del Campus Duques de Soria.

## Historia
La Escuela de Ayudantes técnicos sanitarios fue fundada en 1964 siendo impulsada por la Diputación Provincial de la mano del Doctor Juan Sala de Pablo y tomando como sede el Hospital Virgen del Mirón. En 1978 se integró en el Colegio Universitario de Soria como Escuela Universitaria de Enfermería y tras 50 años de actividad, se transformó en facultad en 2015.

## Titulaciones
Imparte todas las enseñanzas relacionadas con la salud, la enfermería y la investigación sanitaria. Las prácticas clínicas se realizan en el Hospital Santa Bárbara de Soria, en el Hospital Virgen del Mirón; así como en los centros de salud de Soria.

### Grado
- Grado en Enfermería